# T. James Tumulty

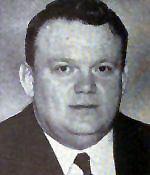
T. James Tumulty

Thomas James Tumulty (* 2. März 1913 in Jersey City, New Jersey; † 23. November 1981 ebenda) war ein US-amerikanischer Politiker. Zwischen 1955 und 1957 vertrat er den Bundesstaat New Jersey im US-Repräsentantenhaus.

## Werdegang
James Tumulty besuchte zunächst die Xavier High School und danach die Holy Cross University. Anschließend studierte er bis 1935 an der Fordham University in New York City und bis 1938 an der Seton Hall University in South Orange. Nach einem Jurastudium an der John Marshall Law School in Jersey City und seiner 1940 erfolgten Zulassung als Rechtsanwalt begann er in Jersey City in diesem Beruf zu arbeiten. In den Jahren 1940 und 1941 lehrte er selbst an der Seton Hall University.
Während des Zweiten Weltkrieges war Tumulty in den Jahren 1943 und 1944 Soldat der United States Army. Danach begann er als Mitglied der Demokratischen Partei eine politische Laufbahn. Von 1944 bis 1952 gehörte er der New Jersey General Assembly an. Dort war er im Jahr 1951 demokratischer Fraktionsleiter. Zwischenzeitlich unterrichtete er in den Jahren 1949 bis 1950 an einer High School in Jersey City. Von 1943 bis 1954 gehörte Tumulty auch zu den juristischen Beratern dieser Stadt. In den Jahren 1952 und 1953 war er Sekretär des Bürgermeisters von Jersey City. Im Juli 1952 nahm er als Delegierter an der Democratic National Convention in Chicago teil, auf der Adlai Stevenson erstmals als Präsidentschaftskandidat nominiert wurde.
Bei den Kongresswahlen des Jahres 1954 wurde Tumulty im 14. Wahlbezirk von New Jersey in das US-Repräsentantenhaus in Washington, D.C. gewählt, wo er am 3. Januar 1955 die Nachfolge von Edward J. Hart antrat. Da er im Jahr 1956 nicht bestätigt wurde, konnte er bis zum 3. Januar 1957 nur eine Legislaturperiode im Kongress absolvieren. Diese war von den Ereignissen der Bürgerrechtsbewegung und des Kalten Krieges geprägt.
Nach dem Ende seiner Zeit im US-Repräsentantenhaus arbeitete Thomas Tumulty als Berater für Stadterneuerung von New Jersey. In den Jahren 1958 bis 1960 war er stellvertretender Bürgermeister seiner Heimatstadt Jersey City. Danach praktizierte er wieder als Anwalt. Von 1967 bis 1972 war er Richter am New Jersey Superior Court. Er starb am 23. November 1981 in Jersey City.